# Austorio

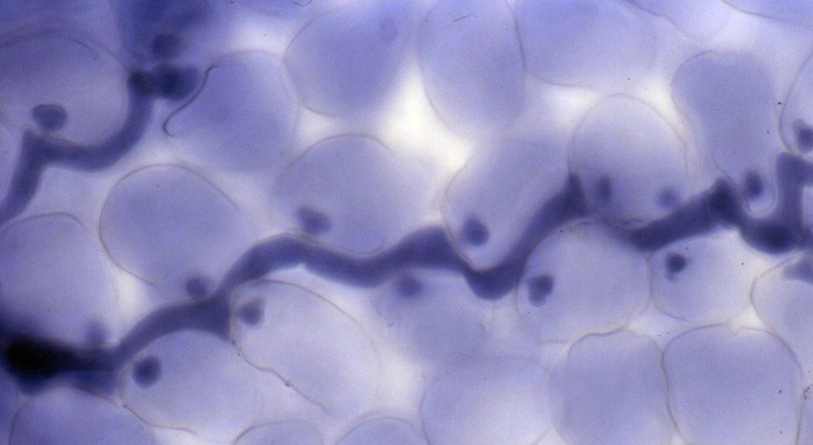
Hyaloperonospora parasitica: ife e austori

L'austorio (plurale austori) in micologia è l'estremità ifale di un fungo parassita o una micorriza, in botanica è l'estroflessione simile ad una radice di una pianta parassita (come le piante del genere Rafflesia). Anche gli oomiceti (non più classificati come funghi), come P. viticola (peronospora della vite), sono in grado di emettere austori negli strati mesofillari delle foglie infettate.
È l'organo con cui il micete stabilisce con l'ospite un rapporto di tipo biotrofico, la sua formazione deve danneggiare il meno possibile la cellula "viva" in cui si insinua perché la sua vitalità dipende da essa. Si formerà pertanto nello spazio compreso fra parete cellulare e plasmalemma, creando un'invaginazione nello strato.
La sua funzione principale è quella di assorbimento di sostanze nutritive dell'ospite per garantire la sopravvivenza del micete.
Dal punto di vista morfologico, è formato da un collo e da un corpo austoriale compreso dalla membrana extraustoriale, modificazione del plasmalemma dell'ospite attorno all'invaginazione, dalla matrice extraustoriale, spazio ricco di riserve nutritive, dalla parete austoriale e dalla membrana austoriale.